# Josephine Diebitsch Peary
Josephine Diebitsch Peary (Washington, 22 maggio 1863 – Portland, 19 dicembre 1955) è stata un'esploratrice e scrittrice statunitense.

## Biografia
Josephine Cécilia Diebitsch nacque a Washington da genitori tedeschi. La madre, Magdalena Augusta Schmid Diebitsch, era originaria della Sassonia, il padre Hermann Henry Diebitsch era un ex-militare prussiano che insegnava lingue alla Smithsonian Institution. Dopo il liceo e un corso di economia al college, la stessa Josephine fu assunta come impiegata presso la Smithsonian Institution. Nel 1882 incontrò a un corso di ballo colui che sarebbe diventato suo marito, Robert Edwin Peary. Peary lavorava come ingegnere civile per la marina militare statunitense e durante quegli anni viaggiava molto, in particolare in Nicaragua e Groenlandia. Si sposarono nel 1888 a Washington ma in seguito si trasferirono a New York e poi a Filadelfia per gli impegni lavorativi del marito.
Nel 1891 Josephine decise di accompagnare il marito nel viaggio che quest'ultimo sognava di fare in Groenlandia. Lo scopo della spedizione era di scoprire se si trattasse di un'isola o fosse una penisola del Polo nord. Peary era infatti riuscito ad ottenere l'appoggio finanziario dell'American Geographical Society, dell'Academy of Natural Sciences di Filadelfia e di alcuni privati per organizzare una spedizione nel nord della Groenlandia. Sorprese tutti annunciando che sua moglie lo avrebbe accompagnato. La decisione di Josephine di far parte della spedizione fece molto scalpore perché al tempo si considerava che solo le donne nate in quei territori potessero sopportare la durezza di tali condizioni di vita. Durante la spedizione il marito si ruppe una gamba e furono costretti a ritornare a Macormick Bay, un'isola del nord del Canada. Per qualche mese vissero in una piccola capanna, Red Cliff House, con gli altri membri della spedizione, anche se ai due coniugi era stata riservata una piccola stanza privata. Josephine si occupò di curare il marito, ma si dedicò anche alla caccia e soprattutto iniziò a tessere legami con le donne del posto, imparando anche a realizzare abiti di pelliccia. Nella primavera del 1892 la spedizione riprese il suo corso. 

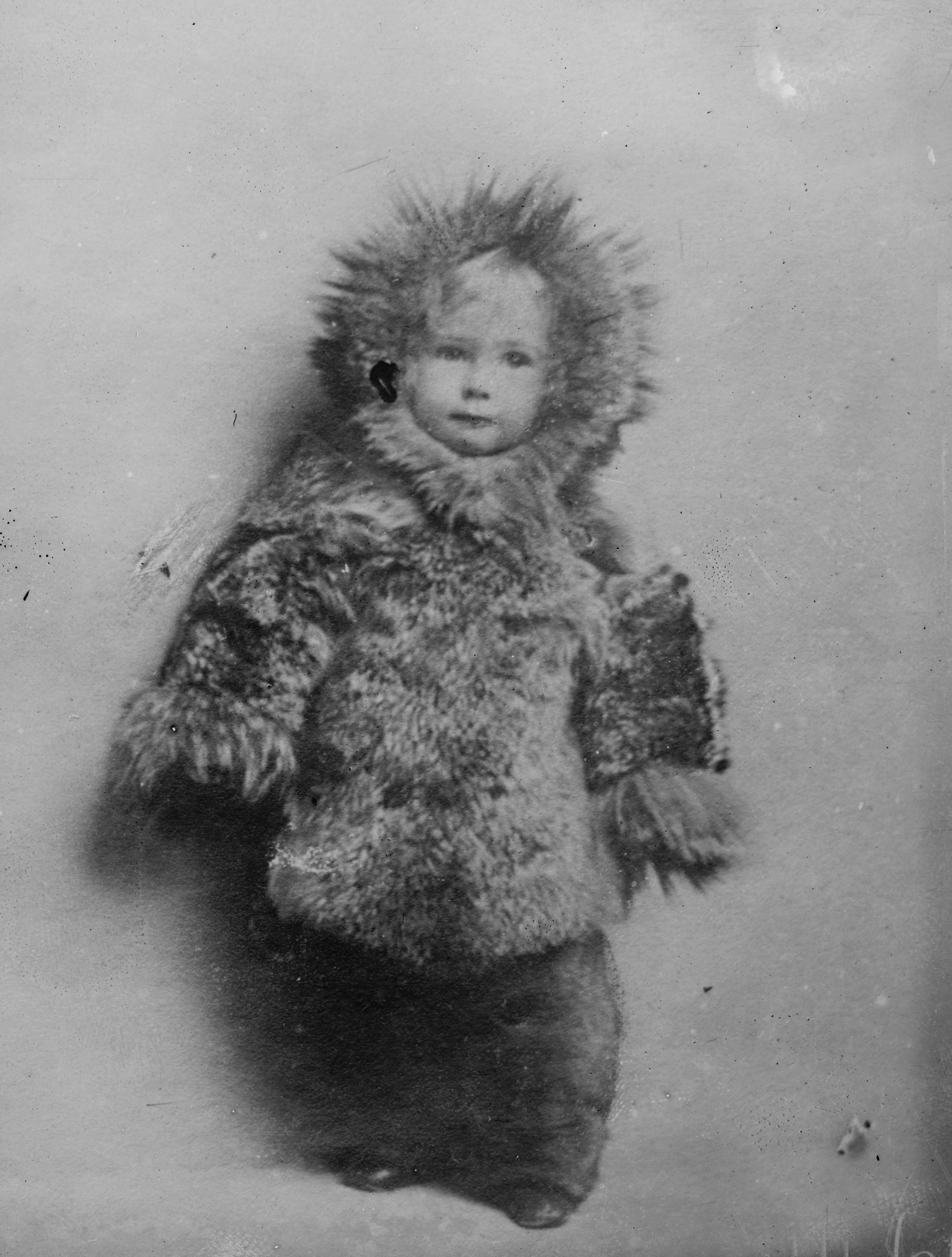
Marie Peary, detta "Snow baby"

Fu un periodo particolarmente ricco di avventure e Josephine Peary trascrisse la sua esperienza in un libro intitolato "Il mio diario artico: un anno nei campi di ghiaccio e tra gli Esquimesi" (My Arctic journal: a year among ice-fields and Eskimos) che fu però pubblicato solo nel 1894. Dopo un breve periodo di riposo in Canada, nel luglio del 1893 Josephine Peary ripartì con il gruppo verso il Polo nord, nonostante fosse incinta. A settembre nacque la sua primogenita Marie Ahnighito, soprannominata "Snow Baby" ("Piccola della neve"). Il secondo nome della bimba fu dato in onore della donna inuit che le confezionò il suo primo abito di pelliccia.
La famiglia lasciò l'Artico nel 1897 ma già l'anno dopo il marito, ottenuto un congedo dalla marina, organizzò una nuova spedizione. Incinta per la seconda volta Josephine decise di non partire. Diede alla luce una bimba, Francine, che sopravvisse solo sei mesi. Nel marzo 1900 decise di ripartire per la Groenlandia, con la figlia Marie, per ritrovare il marito. Arrivata a destinazione scoprì che il marito era già partito verso nord, determinato a raggiungere il Polo nord e che durante i lunghi mesi di separazione aveva avuto due figli da una giovane donna inuit. Nonostante tutto, Josephine decise di perdonare il marito quando questi rientrò alla base e nel 1903 nacque il terzo figlio della coppia, Robert Jr.
Robert Peary raggiunse il Polo nord nel 1909 e la famiglia si riunì per un viaggio trionfale in Europa nel 1910. L'anno seguente Robert ricevette una medaglia dal Congresso degli Stati Uniti e una pensione di vecchiaia. Dopo la morte del marito, avvenuta nel 1920, Josephine si ritirò nella loro casa nel Maine, a Eagle Island. Morì a Portland il 19 dicembre 1955.

## Opere
- 1893 - "My Arctic journal: a year among ice-fields and Eskimos"
- 1901 - "The Snow Baby"[7]
- 1903 - "Children of the Arctic"[8]

## Riconoscimenti
Il 6 maggio 1955 la National Geographic Society le assegnò il suo premio più prestigioso, la "Medal of Achievement". Josephine Peary fu anche membro fondatore della Philadelphia Geographic Society, della Appalachian Mountain Club, e membro onorario della Society of Women Geographers.

## Nella cultura di massa
- 2015 - Nadie quiere la noche film di Isabel Coixet.